# Chiara Massussi
Chiara Massussi (17 gennaio 1995) è una calciatrice italiana, attaccante del Lumezzane.

## Carriera

### Club
Dopo essersi avvicinata al calcio fin da giovanissima, giocando nella squadra mista dell'oratorio dall'età di 5 anni, superata l'età massima per giocare con i maschietti coglie l'opportunità offertale dal Brescia per continuare l'attività agonistica in una squadra interamente femminile. Inserita inizialmente nella formazione Giovanissime, passa ben presto alla squadra impegnata nel Campionato Primavera e dalla stagione 2013-2014 inserita in rosa in prima squadra.
Fa il suo debutto in Serie A il 23 ottobre 2013, alla quinta giornata di campionato, inserita dal tecnico Milena Bertolini nella partita vinta dal Brescia sul Grifo Perugia per 4 a 0, siglando una delle reti dell'incontro. Alla sua prima stagione con la maglia delle leonesse, la 2013-2014, con 2 gol in 3 presenze contribuisce a cogliere il primo scudetto.
Inserita nuovamente nella rosa della prima squadra nella stagione successiva, la difficoltà nel trovare spazio nella formazione titolare consigliano la società a cederla, dal 1º dicembre 2014 e con la forma del prestito, all'allora Anima e Corpo Orobica. Schierata titolare dall'allenatore Marianna Marini fin dalla prima partita persa 2-0 con la Torres, nel recupero della 5ª giornata di campionato giocato il 2 dicembre successivo, con la nuova maglia coglie il suo secondo centro in Serie A quattro giorni più tardi, in occasione dell'8ª di campionato, contribuendo alla vittoria dell'Orobica sulle baresi della Pink Sport Time per 3-2. Al termine del campionato Massussi colleziona 15 presenze e 4 reti, migliore realizzatrice della squadra, ma il suo apporto non riesce ad essere così determinante per scalare la classifica e l'Orobica, al di là del difficile compito di raggiungere in un campionato a 16 squadre almeno l'8º posto per giocarsi la salvezza ai play-out, rimane stabilmente al 16ª e ultima posizione in classifica con conseguente retrocessione.
Massussi rinnova la sua permanenza anche dopo che la società inizia una riorganizzazione che la porterà a mutare denominazione e sede da Azzano San Paolo a Bergamo. Nella stagione 2015-2016, quella del ritorno in cadetteria, condivide con le compagne un campionato di buon livello che si conclude al 4º posto nel girone B, dove viene impiegata in 21 incontri su 22 disputati e realizza 6 reti, quarta realizzatrice della squadra. Dopo aver assunto la denominazione Orobica Bergamo dalla stagione 2016-2017, Massussi trova meno spazio in organico a causa di un brutto infortunio che la costringe a stare ferma per l’intera stagione e la sua unica apparizione in campionato si limita all'incontro del 2 ottobre 2016 vinto in trasferta sul Südtirol e dove al 45' sigla la rete del parziale 2-2, mentre nella stagione successiva ritrova spazio, con Marini che la impiega in 23 su 26 incontri più quello di spareggio promozione del 19 maggio 2018 con il Pro San Bonifacio, contribuendo anche grazie alle 10 reti siglate alla  ritorno in massima serie dell'Orobica.
Ancora in organico con la società rossoblu per la stagione 2018-2019, Massussi ritorna a solcare i campi di Serie A il 20 ottobre 2018, alla 4ª giornata di campionato, nell'incontro casalingo perso 2-0 con la Florentia S.G., giocando altri due incontri, tutti partendo dalla panchina. Questo influisce nella sua decisione di lasciare la società concretizzando un accordo con il Brescia durante la sessione invernale di calciomercato, tornando a vestire la maglia della società con cui ha iniziato a giocare nel campionato italiano, ripartendo dal campionato di Eccellenza, il quarto livello nella scala gerarchica nazionale di settore.
Nel luglio 2021 ha lasciato il Brescia per trasferirsi al Lumezzane.

## Palmarès

### Club
- Campionato italiano: 1

Brescia: 2013-2014
- Campionato italiano di Serie B: 1

Orobica: 2017-2018
- Supercoppa italiana: 1

Brescia: 2014